# Лутовинов, Юрий Хрисанфович
Ю́рий Хриса́нфович Лутовинов (партийный псевдоним «Иван»; 1887, Луганск, Екатеринославская губерния, Российская империя — 7 мая 1924, Москва, РСФСР, СССР) — российский революционер, профсоюзный и партийный деятель, рабочий-металлист.

## Биография
Родился в Луганске в крестьянской семье.
С ранних лет работал токарем на Луганском патронном заводе. В 1904 году вступил в РСДРП, работал в Луганске, Александровске, Петрограде. За революционную деятельность отправлялся в ссылку в Архангельскую губернию (в деревню Долгая Щель) и Якутскую область, оба раза бежал. В период реакции в 1907—1910 состоял в партии эсеров (по другим данным, с 1905), затем вернулся к большевикам. В 1915 году был командирован от ЦК РСДРП в Донбасс.
С марта 1917 года член Луганского комитета большевиков, в августе избран председателем правления профсоюза металлистов, в декабре избран председателем Донецко-Криворожской областной конференции профсоюзов.
В конце ноября 1917 избран во Всероссийское учредительное собрание в Екатеринославском избирательном округе по списку № 9 (от блока большевиков и Бахмутского Совета крестьянских депутатов).
В марте 1918 года возглавил Совет народных комиссаров Луганского района, после объединения с Харьковским СНК (9 апреля) — заместитель председателя СНК Донецко-Криворожской республики. На первом съезде компартии Украины в июле 1918 года избран членом ЦК.
Участник гражданской войны, сражался против войск Краснова, в период гетманщины на Украине работал в составе ЦК КП(б)У. В 1920 году председатель Луганского губисполкома.
После войны стал активным деятелем профсоюзного движения, был избран членом президиума ВЦСПС, кандидатом в члены президиума ВЦИК и Центральный исполнительный комитет СССР. Был председателем Союза связистов, зампредом ВЦСПС. В 1920—1921 годах один из лидеров «рабочей оппозиции», выступившей за коллегиальное управление промышленностью и разгромленной Лениным на Х съезде РКП(б). На XII съезде РКП(б) подвергнут критике Сталиным за свои требования демократизации партии:
Он не доволен режимом нашей партии: нет свободы слова в нашей партии, нет легальности, нет демократизма. Он знает, конечно, что за последние шесть лет ЦК никогда не подготовлял съезд столь демократически, как в данный момент… Но этого ему, Лутовинову, мало. Он [c.223] хочет «настоящего» демократизма, чтобы все, по крайней мере, важнейшие вопросы обсуждались по всем ячейкам снизу доверху, чтобы вся партия приходила по каждому вопросу в движение и принимала участие в обсуждении вопроса. Но, товарищи, теперь, когда мы стоим у власти, когда у нас не менее 400 тысяч членов партии, когда мы имеем не менее 20 тысяч ячеек, я не знаю, к чему бы привел такой порядок… Ясно, товарищи, что как по организационным, так и по политическим соображениям так называемый демократизм Лутовинова есть фантазия, демократическая маниловщина. Он фальшив и опасен. Нам с Лутовиновым не по дороге.
Затем направлен за границу, работал заместителем торгпреда в Берлине. Разочаровавшись в НЭПе и растущей бюрократизации партии, 7 мая 1924 года застрелился.
«Не мог примириться с медленным развитием социалистического строительства и покончил самоубийством в мае 1924 г.», — указывает Энциклопедический словарь Гранат.
Похоронен на Новодевичьем кладбище.